# 天水有轨电车
天水有轨电车，为中华人民共和国甘肅省天水市的城市軌道交通项目。1号线一期于2020年5月1日通车运营，为西北地区首条有轨电车。提供商为中國通號。

## 线路

天水有轨电车一期线路图

天水有轨电车由3條路綫（1号线、2号线、3号线）組成：
- 1号线由耤口镇-经济开发区线、阳坡东站-天水火车站支线组成。其中藉口镇-经济开发区是天水市横贯东西主城区的一条主要轨道交通线路，连接秦州、麦积主城区，同时兼顾主城区周边主要乡镇及经济开发区。
- 2号线是连接秦州区与三阳川村的一条南北向轨道交通线路，主要承担天水市主城区与三阳川新区间的客流运输任务，同时兼顾三阳川新城区域公共交通运输作用。
- 3号线是连接麦积区与麦积山风景区的一条南北向轨道线。

## 近期规划
近期将新建1号线二期天水三中至五里铺以及阳坡东站至颍川河口段，以及3号线颍川河口至麦积山石窟段。截至2020年11月2日，1号线2期已开工。二期工程由天水市三中至五里铺（不含）段、阳坡东站（不含）至颍川河口段组成。

## 车站
2025年6月二期开通后，天水有轨电车日常执行两个交路。

### 1号线交路1
| 站名         | 接驳交通       | 位置   | 开通日期       |
| ------------ | -------------- | ------ | -------------- |
| 分路口       |                | 麦积区 | （建设中）     |
| 花牛         |                | 麦积区 | （建设中）     |
| 天水机场     | 天水麦积山机场 | 麦积区 | 2025年6月18日  |
| 高铁新城     |                | 麦积区 | （建设中）     |
| 天水南站     | 国铁天水南站   | 麦积区 | 2025年6月18日  |
| 白崖村       |                | 麦积区 | 2025年6月18日  |
| 东二十里铺   |                | 麦积区 | 2025年6月18日  |
| 阳坡东       | 交路2          | 麦积区 | 2025年6月18日  |
| 藉河景观公园 |                | 麦积区 | 2022年10月28日 |
| 天秀大桥     |                | 麦积区 | 2020年5月1日   |
| 成纪新城     |                | 秦州区 | 2020年5月1日   |
| 县家路       |                | 秦州区 | 2020年5月1日   |
| 闫河村       |                | 秦州区 | 2020年5月1日   |
| 五里铺       |                | 秦州区 | 2020年5月1日   |
| 工业博物馆   |                | 秦州区 | 2025年6月18日  |
| 诸葛军垒     |                | 秦州区 | 2025年6月18日  |
| 农发行       |                | 秦州区 | 2025年6月18日  |
| 兰天广场     |                | 秦州区 | 2025年6月18日  |
| 伏羲庙       |                | 秦州区 | 2025年6月18日  |
| 天水师大     |                | 秦州区 | 2025年6月18日  |
| 赤峪路       |                | 秦州区 | 2025年6月18日  |
| 西十里       |                | 秦州区 | 2025年6月18日  |
| 机电学院     |                | 秦州区 | 2025年6月18日  |
| 景坤西郡三中 |                | 秦州区 | 2025年6月18日  |

### 1号线交路2
| 站名         | 接驳交通   | 位置   | 开通日期     |
| ------------ | ---------- | ------ | ------------ |
| 天水火车站   | 国铁天水站 | 麦积区 | 2020年5月1日 |
| 麦积公交总站 |            | 麦积区 | 2020年5月1日 |
| 成纪新家园   |            | 麦积区 | 2020年5月1日 |
| 市一中       |            | 麦积区 | 2020年5月1日 |
| 铺经九路     |            | 麦积区 | 2020年5月1日 |
| 阳坡东       | 交路1      | 麦积区 | 2020年5月1日 |

## 建设历程
天水市委以及市政府為了增添春節氣氛，由2020年1月23日起舉辦乘客试乘活动。由於配合甘肅省政府防控新型冠狀病毒疫情，宣布于2020年1月27日停止试乘，28日开始空载试运行。同年5月1日，天水有轨电车正式运营。
2020年11月23日，二期项目开工，工期计划为3年。
2025年6月18日，天水有轨电车二期开通，其中高铁新城站及分路口-天水机场段暂缓开通，原麦积公交站更名为麦积公交总站，阳坡东-五里铺段并入新开通交路，天水火车站-阳坡东段独立交路，也是自大连有轨电车2号线停运后时隔8个月，中国大陆再次有机场通过有轨电车接驳。

## 票价
天水市有轨电车示范线（一期）项目全线采用单一票价2元。

## 争议
2024年1月，中共中央有关部门公开通报整治形式主义为基层减负典型问题，其中包含天水盲目举债上马有轨电车项目造成巨大资金浪费。通报指出，天水有轨电车项目因资金投入不到位，2020年11月开工、计划2023年建成的二期工程实际进度仅过半；而一期工程运营以来，年运载乘客仅约80万人次，收入160万元，年运营成本约4,000万元，运营亏空主要来自财政补贴和运营主体自筹。同时一期工程未考虑沿线河道蓄水问题，导致存在潜在地质风险；二期工程及羲皇大道提升改造进展缓慢造成交通拥堵，影响群众生活。
天水有轨电车项目运营方天水通号公司回应媒体采访时称，天水市政府正组织相关方优化二期工程的设计方案以降低投资规模，并多方筹措资金，力争二期项目在2024年内建设完工，同时加紧执行全线典型问题整改工作。